# 27e armée (Japon)
Pour les articles homonymes, voir 27e armée.
La 27e armée (第27軍, Dai-ni-jū-nana gun) est une unité de l'armée impériale japonaise basée aux îles Kouriles (alors appelées « îles Chishima ») durant la Seconde Guerre mondiale.

## Histoire
La 27e armée est créée le 16 mars 1944 dans le cadre des tentatives désespérées de l'empire du Japon d'empêcher d'éventuels débarquements des Alliés aux îles Chishima qui s'étendent du nord de Hokkaidō jusqu'au Kamtchatka durant l'opération Downfall. Son quartier-général est installé à Etorofu.
La 27e armée est principalement composée de réservistes, d'étudiants conscrits, et de miliciens. Elle est dissoute le 1er février 1945 et ses unités sont directement incorporées dans la 5e armée régionale.

## Commandement
|                   | Nom                                    | De           | À                |
| ----------------- | -------------------------------------- | ------------ | ---------------- |
| Commandant        | Lieutenant-général Shozo Terakura (ja) | 10 mars 1944 | 1er février 1945 |
| Chef d'État-major | Major-général Keiji Suzuki             | 10 mars 1944 | 1er février 1945 |